# Loek Duyn
Laurencius Johannes Jozef (Loek) Duyn (Beemster, 18 december 1944) is een voormalig politicus van D'66 en CDA.
Loek Duyn begon zijn loopbaan als provinciaal politicus, aanvankelijk voor D'66, later voor het Christen-Democratisch Appèl. Vervolgens werd hij wethouder in de gemeente Beemster. In 1986 werd hij gekozen als lid van de Tweede Kamer. Hier werd hij vooral bekend door in opspraak te komen. Eerst toonde hij op televisie het gebruik van de verboden geboortekrik bij het ter wereld brengen van een kalf. Hiervoor werd hij beboet. Daarna werd hij in 1987 betrapt op het rijden onder invloed. Hierop besloot hij zijn woordvoerderschap verkeersveiligheid op te geven. Toen hij in 1988 nog eens werd betrapt op het parkeren op een invaliden-parkeerplaats, verliet hij de Kamer.
- Parlement.com: vg09llontoyh